# Lohmannia bifoliata
Lohmannia bifoliata är en kvalsterart som beskrevs av Rainer Willmann 1936. Lohmannia bifoliata ingår i släktet Lohmannia och familjen Lohmanniidae. Inga underarter finns listade i Catalogue of Life.